# Xantippe (geslacht)
Xantippe is een geslacht van vlinders van de familie snuitmotten (Pyralidae), uit de onderfamilie Chrysauginae.

## Soorten
- X. auropurpuralis Ragonot, 1890
- X. beatifica Dyar, 1921
- X. bichordalis Ragonot, 1890
- X. bifilalis Hampson, 1906
- X. caphysoides Schaus, 1913
- X. conradti Druce, 1895
- X. chromalis Hampson, 1897
- X. erna Dyar, 1914
- X. gertria Dyar, 1914
- X. olivalis Dyar, 1914
- X. purpureofusa Hampson, 1916
- X. rufiflavis Hampson, 1916
- X. suavis Schaus, 1913
- X. tresca Dyar, 1914
- X. trudie Dyar, 1914
- X. uranides Dyar, 1921